# Epsilon Aquilae
ε Aquilae (Epsilon Aquilae, kurz ε Aql) ist ein Stern im Sternbild Adler. Epsilon Aquilae ist ein Roter Riese der Spektralklasse K1 und besitzt eine scheinbare Helligkeit von 4,0 mag. Seine Entfernung beträgt etwa 179 Lichtjahre. Er ist ein sogenannter Bariumstern, das heißt seine Atmosphäre ist überdurchschnittlich stark mit Barium und anderen schweren Elementen angereichert. Solche Sterne entstehen, wenn sie jene Materie aufsaugen, die von einem nahen Begleiter im Lauf von dessen Entwicklung abgestoßen wird, während dieser Begleiter als Weißer Zwerg endet.
Tatsächlich ist Epsilon Aquilae ein Mehrfachstern. In einer Distanz von nur etwa 3,5 AE dürfte ihn ein Begleiter unbekannten Typs in 1270 Tagen umrunden. Darüber hinaus könnte Epsilon Aquilae zwei weitere Begleiter besitzen. Die eine Komponente ist ein leuchtschwacher Stern mit einer scheinbaren Helligkeit von +10,2 mag und steht 148,6 Bogensekunden oder etwa 3700 AE vom Zentralstern entfernt. Beim zweiten (möglichen) Begleiter, der 10,1 mag hell ist, gibt es zwei differierende Angaben (66 oder 131 Bogensekunden) über seine Distanz zum Hauptstern. Diese beiden lichtschwachen Komponenten sind aber vielleicht nur optische Doppelsterne.
Epsilon Aquilae trägt den historischen Eigennamen Deneb el Okab Borealis und wurde dadurch vom Stern Zeta Aquilae unterschieden, der den historischen Eigennamen Deneb el Okab Australis trägt. Die beiden Sterne bilden zusammen die Schwanzfedern des Adlers, daher wurden sie gemeinsam als „Deneb el Okab“ (arabisch ذنب العقاب, DMG ḏanab al-ʿuqāb ‚Schwanz des Adlers‘) bezeichnet. Weil Epsilon Aquilae der nördlichere der beiden Sterne ist, wird ihm der Zusatz Borealis (lateinisch boreas = „Norden“) beigelegt.